# CSV (voetbalclub)
Castricummer Sportvereniging of kortweg C.S.V. was een Nederlandse amateurvoetbalclub uit de Noord-Hollandse gemeente Castricum, opgericht in 1930. In 2002 ging de club een fusie aan met plaatsgenoot SCC. De nieuwe fusieclub ging verder onder de naam FC Castricum.

## Geschiedenis

### Voorgeschiedenis
Rond het jaar 1911 werd volgens overleveringen de "Castricumsche Sportvereeniging" opgericht, hoewel het exacte oprichtingsjaar niet meer te achterhalen is. In augustus 1918 wordt de club echter voor het eerst vermeld in de documenten van de Noordhollandsche Voetbalbond. De vereniging speelde op een terrein aan het eind van de Haagscheweg.
Als gevolg van de verzuiling vertrokken de rooms-katholieke spelers naar Vitesse '22 en werd het voor CSV steeds moeilijker om zich te handhaven. In het seizoen 1926/27 poogde CSV desondanks nog in de Tweede klasse van de NHVB te spelen. De Castricummer Sportvereniging werd in augustus 1927 ontbonden en trok zich terug uit de competitie.

### Heroprichting en de eerste jaren

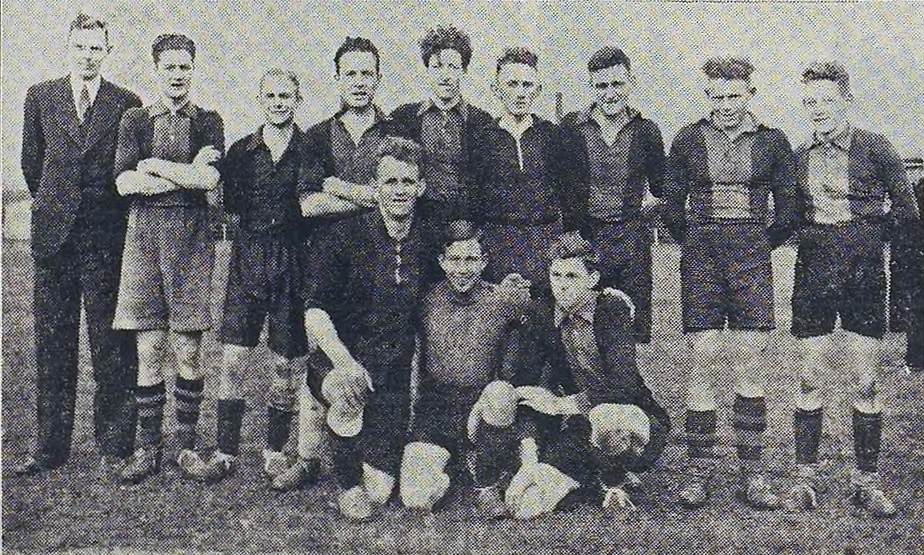
Elftalfoto van de kampioensploeg in het seizoen 1937/38.

Het was op 1 mei 1930 in hotel De Rustende Jager dat men na een vergadering besloot de "Castricumsche Sportvereeniging" weer op te richten. De vereniging telde bij haar oprichting 24 leden. CSV kon het terrein van Johanna's Hof aan de Zeeweg huren, dat thans als handbalterrein dienst deed.
In het seizoen 1931/32 speelde het eerste elftal voor het eerst in de competitie in de Tweede klasse van de Noordhollandsche Voetbalbond. Het elftal eindigde het seizoen op de tweede plaats, achter de Alkmaarsche Boys. In het seizoen 1933/34 slaagde CSV er in het kampioenschap van haar afdeling te behalen, zodat zij het volgende seizoen in de Eerste klasse speelde.
In het seizoen 1937/38 kwam CSV via een protest gelijk op een gedeelde eerste plaats met het Oostzaanse OFC. Twee beslissingswedstrijden op het KFC-terrein waren nodig, alvorens de beslissing viel. De eerste wedstrijd eindigde 0–0 en de tweede won CSV met 1–0, waarmede CSV in de Vierde klasse van de KNVB kwam.

### Oorlogsperiode en wederopbouw (1940-1950)
Nadat de Duitse inval in 1940 de Tweede Wereldoorlog inleidde begon een moeilijke tijd voor CSV. De bezetters namen bezit van het CSV-terrein aan de Zeeweg, waardoor de club onderdak moest vinden bij plaatsgenoot Vitesse '22 en CSV met moeite in stand werd gehouden totdat de hongerwinter van 1944 maakte een einde aan het verenigingsleven.
Na de oorlogsperiode krabbelde CSV weer overeind als de "Castricummer Sportvereniging" en keerde terug naar haar vernielde sportterrein. De club bloeide weer op onder leiding van voorzitter Duinker en behoorde steeds tot de leidende ploegen van de Vierde klasse. In het seizoen 1949/50 was het gelukt de kampioenstitel te behalen.

### Het Derdeklasseschap (1951-1973)
Met wisselend succes speelde CSV vervolgens in de Derde klasse. In 1961 werd een overdekte tribune gebouwd en het seizoen daarop werd de nieuwe lichtinstallatie in gebruik genomen. Voor het seizoen 1961/62 werd CSV versterkt met Cor Blaauw, oud-speler van profclub Alkmaar '54. Hij was twee jaar actief in de dubbelfunctie van speler/trainer, maar kon niet voorkomen dat de club bij afloop van het seizoen 1962/63 degradeerde naar de Vierde klasse. Na een grote zege van 6–1 op SV De Valken werd CSV onder zijn leiding in het seizoen 1963/64 weer kampioen. Na afloop van het seizoen 1966/67 degradeerde CSV voor korte duur. CSV speelde weer drie seizoenen in de Vierde klasse, maar na een bloedstollende laatste wedstrijd tegen SV Sint Adelbert in het seizoen 1969/70 behaalde CSV de titel. CSV-voetballer Hans Mol maakte in 1970 op 23-jarige leeftijd de overstap naar betaaldvoetbalclub AZ. CSV ontving hiervoor 4000 Nederlandse gulden.
In de seizoenen 1970/71 en 1971/72 waren de resultaten onder trainer Fred Vonk in de Derde klasse redelijk, maar het seizoen 1972/73 eindigde CSV met slechts 7 punten op de laatste plaats, waardoor de club definitief degradeerde. Het bleek achteraf het hoogste niveau waarop de club zou uitkomen. Deze degradatie zou een periode inluiden, waarin de club steeds verder wegzakte.

### Wisselvallige periode (1974-1998)
Na interne spanningen binnen de club tussen de zaterdag- en zondagafdeling, scheidde de zaterdagafdeling zich af en richtte deze met SCC in 1973 een nieuwe voetbalvereniging op. Voor het seizoen 1976/77 verhuisde CSV van het sportpark aan de Zeeweg naar Sportpark Noord-End.
In 1978 keerde voormalig profvoetballer Hans Mol weer terug bij CSV en was nog een aantal seizoenen een versterking voor het eerste elftal. In de jaren 1982 en 1983 waren de resultaten niet goed en de club degradeerde daardoor naar respectievelijk de 2e en 3e klasse van de afdeling Noord-Holland. 
Onder leiding van hoofdtrainer Jan Kooij werd in het seizoen 1989/90 het kampioenschap van de Derde klasse NHVB behaald. Met zijn opvolger, de trainer Hans Touber, werd het eerste elftal in 1990/91 wederom kampioen van de Tweede klasse via een nipte zege op SV Koedijk. Hierdoor promoveerde CSV weer naar de Noord-Hollandse Eerste klasse.

### Sportieve neergang en fusie (1999-2002)
Mede door een verkeerde trainerskeus begon in het seizoen 1998/99 een sportieve neergang voor CSV. Na een mislukt seizoen verloor de club verloor de degradatiewedstrijd tegen JVC Julianadorp met 2–1 en daalde af naar de Zevende klasse. Vanwege een herindeling bij de KNVB werd CSV echter voor het seizoen 2001/02 weer geplaatst in de Zesde klasse.
In april 2001 zochten de clubs CSV en SCC toenadering, omdat door ledenverlies de noodzaak was toegenomen om samen een sterke jeugdafdeling te vormen. Ook de gemeente stelde een fors hogere bijdrage in het vooruitzicht. Op 10 juli 2002 fuseerde CSV zich definitief met plaatsgenoot SCC tot FC Castricum.

## Rivaliteit
Voor CSV is de plaatsgenoot Vitesse '22 de klassieke rivaal. Vooral in de beginperiode van CSV speelde deze rivaliteit meer vanwege het geloofsverschil tussen beide verenigingen. De katholieken gingen naar Vitesse en de ‘openbaren’ waren lid van CSV.
Bij deze Castricumse derby's is er wel sprake van een gezonde rivaliteit. Tussen 1971 en 1982 speelden Vitesse en CSV traditioneel op nieuwjaarsdag tegen elkaar om daarna een gezamenlijke receptie te houden. In de laatste decennia van de 20e eeuw werd de rivaliteit tussen Vitesse en CSV steeds minder.

## Resultaten CSV 1939–2002
| 2 2? |

|  |

| 1 2? |

|  |

| 6 1A |

|  |

| 1 1A |

| 7 4B |

| 1 |

| 11 4H |

| 8 4D |

| 9 4C |

| 5 4C |

|  |

| 4 4C |

| 5 4C |

| 7 4C |

| 4 4D |

| 1 4C |

| 10 3A |

| 8 3C |

| 8 3A |

| 5 3A |

| 7 3B |

| 8 3B |

| 7 3A |

| 4 3A |

| 9 3A |

| 6 3A |

| 2 3A |

| 10 3A |

| 11 3A |

| 1 4B |

| 9 3A |

| 8 3A |

| 11 3A |

| 8 4B |

| 9 4A |

| 1 4B |

| 9 3A |

| 10 3A |

| 13 3A |

| 12 4A |

| 10 |

|  |

|  |

|  |

| 7 6B |

|  |

|  |

| 3 7B |

| 4 7B |

| 5 6B |

| Derde klasse     | Vierde klasse      | Vijfde klasse      | Zesde klasse      | Zevende klasse |
| Hoofdklasse NHVB | Eerste klasse NHVB | Tweede klasse NHVB | Derde klasse NHVB | Noodcompetitie |

In elke staaf van de grafiek staat van boven naar beneden vermeld: 
- Eindnotering

Dit is de positie die de club heeft bereikt in de competitie, zonder eventuele beslissings-, play-off- of nacompetitiewedstrijden die nodig zijn geweest om bijvoorbeeld de kampioen van de competitie te bepalen.
Indien een * achter het getal staat is de notering een tussenstand en kan het zijn dat de notering niet overeenkomt met de uiteindelijke eindstand van de competitie.
Staat er een - dan is het seizoen nog bezig en is er geen definitieve uitslag bekend.
Staat er xx op de positie van de notering, dan heeft de club vroegtijdig de competitie verlaten. Dit kan onder andere komen door terugtrekking van het team, faillissement van de club of door een uitgedeelde straf van de KNVB. In veel gevallen staat elders in het artikel de reden vermeld.
Staat er een ? dan is het resultaat uit het verleden onbekend, en is alleen de competitie of het niveau bekend van dat seizoen.
In de seizoenen 2019/20 en 2020/21 werd wegens de coronacrisis het amateurvoetbal afgebroken. Daardoor kennen deze staven geen eindklassering (middels -- weergegeven).
- Competitieniveau en afdelingsletter of Officiële eindstand Eredivisie
  - Competitieniveau en afdelingsletter

Hierbij geeft het getal het niveau weer, dat ook terug te vinden is in de legenda. De letter is de afdelingsaanduiding en wordt gebruikt wanneer er meer afdelingen zijn op hetzelfde niveau. De afdelingsletter is altijd een hoofdletter en wordt meestal zonder nummer gebruikt.
Voorbeeld: 2F is niveau 2e klasse competitie F.
Het competitieniveau en nummer wordt niet vermeld wanneer er slechts één competitie van dit niveau was.
  - Officiële eindstand Eredivisie (getal staat tussen haakjes vermeld)

Sinds de introductie van play-offwedstrijden voor Europees voetbal na afloop van de reguliere competitie in 2005/06, is de KNVB verplicht een eindstand van de Eredivisie door te geven aan de UEFA aan de hand van deze play-offwedstrijden.
Bij deze eindstand staan clubs die zich hebben gekwalificeerd voor Europees voetbal hoger dan clubs die zich niet wisten te kwalificeren. Indien er geen verschil was tussen de eindnotering en de officiële eindstand, staat dit getal niet vermeld.

- Onderafdeling

Hier staat afgekort de naam van de onderafdeling indien de club in dat jaar in een onderafdeling uitkwam. Tevens staat deze afkorting in de legenda en wordt gelinkt naar het artikel over deze onderafdeling. Deze afkorting wordt alleen vermeld wanneer de club in het verleden in verschillende onderafdelingen heeft gespeeld. Deze vermelding is in de staaf altijd in kleine letters. Deze onderafdelingen zijn na het seizoen 1995/96 afgeschaft. Heeft de club in slechts één onderafdeling gespeeld, dan is dit alleen terug te vinden in de legenda.
Onder de staaf staat het jaartal vermeld waarin het seizoen is afgesloten. 15 verwijst naar het seizoen 2014/15 of eventueel het seizoen 1914/15.
Wanneer een staaf leeg is, zijn deze gegevens niet bekend. Het kan ook zijn dat de club dat seizoen niet heeft meegespeeld op het hogere amateurniveau, vroegtijdig de competitie heeft verlaten of uit de competitie is gezet.

In het seizoen 1944/45 was er wegens de Tweede Wereldoorlog geen regulier competitievoetbal.

## Erelijst

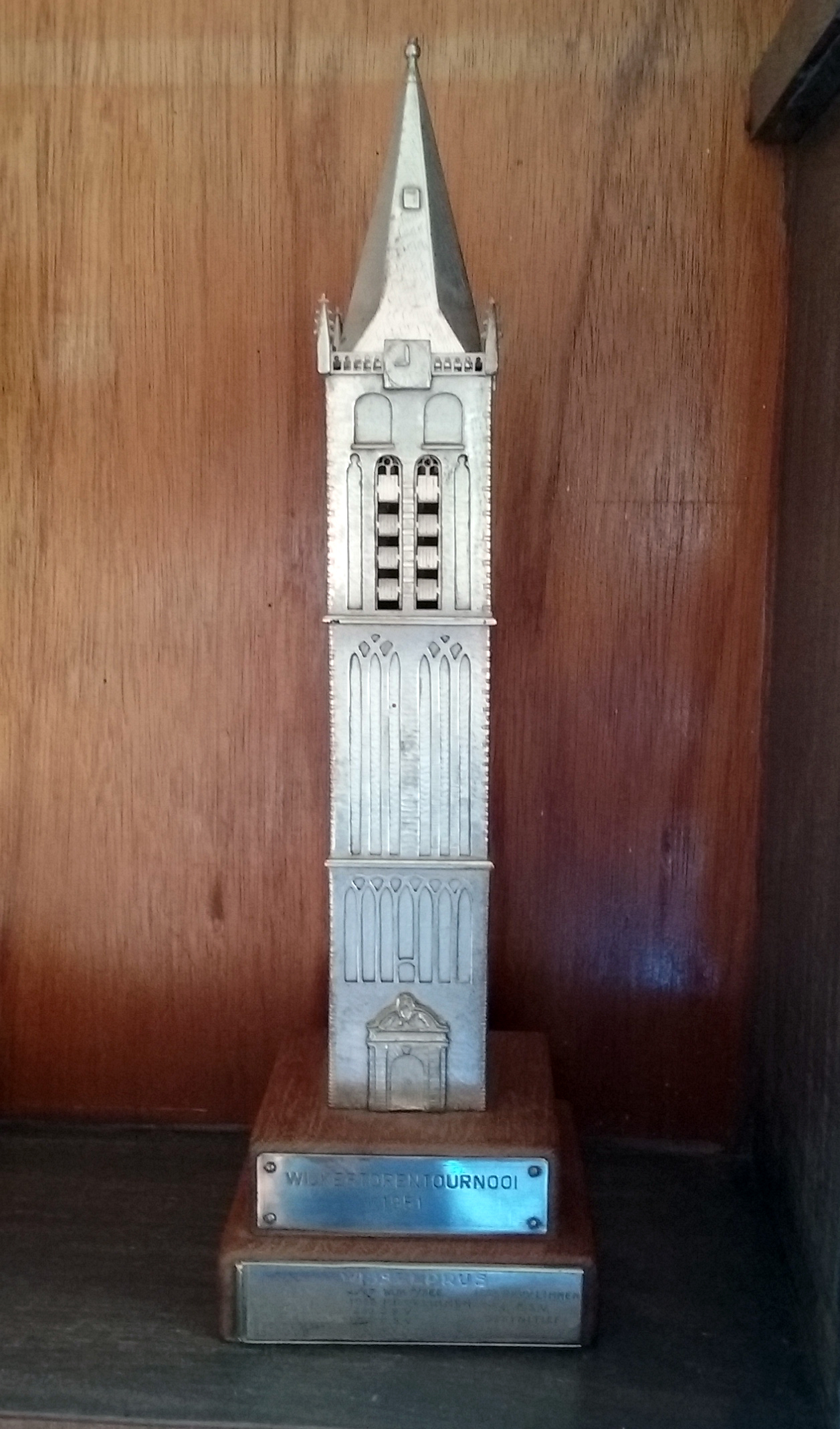
De trofee van het Wijkertorentoernooi in de prijzenkast.

| Competitie          | Winnaar | Winnaar                      | Runner up | Runner up |
| Competitie          | Aantal  | Jaren                        | Aantal    | Jaren     |
| ------------------- | ------- | ---------------------------- | --------- | --------- |
| Nationaal (KNVB)    |         |                              |           |           |
| Derde klasse        |         |                              | 1×        | 1961      |
| Vierde klasse       | 3×      | 1950, 1964, 1970             |           |           |
| Provinciaal (NHVB)  |         |                              |           |           |
| Gouden Kruis        |         |                              | 1×        | 1954      |
| Eerste klasse       | 1×      | 1938                         |           |           |
| Tweede klasse       | 2×      | 1934, 1991                   | 1×        | 1932      |
| Derde klasse        | 1×      | 1990                         |           |           |
| Vriendschappelijk   |         |                              |           |           |
| Wijkertorentoernooi | 5×      | 1951, 1953, 1959, 1960, 1964 |           |           |

## Bekende (oud-)spelers
- Leen Bartels